# Mîkilske-na-Dnipri, Solone
Mîkilske-Na-Dnipri (în ucraineană Микільське-На-Дніпрі) este localitatea de reședință a comunei Mîkilske-na-Dnipri din raionul Solone, regiunea Dnipropetrovsk, Ucraina.

## Demografie
Componența lingvistică a localității Mîkilske-Na-Dnipri
     Ucraineană (86,81%)
     Rusă (10,03%)
     Alte limbi (0,34%)
Conform recensământului din 2001, majoritatea populației localității Mîkilske-Na-Dnipri era vorbitoare de ucraineană (86,81%), existând în minoritate și vorbitori de rusă (10,03%) și armeană (2,03%).